# The Voice Imitator
The Voice Imitator ist ein Album von Frank Gratkowski, Damon Smith und Jerome Bryerton. Die am 9. Oktober 2002 im Veranstaltungsort 21Grand in Oakland und am 10. Oktober 2002 im 509 Cultural Center in San Francisco entstandenen Aufnahmen erschienen 2003 auf dem Label Balance Point Acoustics.

## Hintergrund
Der deutsche Improvisationsmusiker Frank Gratkowski (Altsaxophon, Bassklarinette, Klarinette) spielte bei diesen beiden Konzerten in Kalifornien mit dem Bassisten Damon Smith und dem Perkussionisten Jerome Bryerton. Sowohl der Titel des Albums als auch die der einzelnen Stücke sind Kurzgeschichten von Thomas Bernhard entnommen, die 1978 in seiner  Kurzprosasammlung  Der Stimmenimitator erschienen sind. Dies bezieht sich auf die Fähigkeit, andere Instrumentalklänge zu imitieren, im Gegensatz zur Nachahmung anderer Musiker. Dies gilt insbesondere für den auf der Tonhöhe basierenden Ansatz der Perkussion: Sie kann mit dem Bass- oder dem Holzbläser verschmelzen und schnell die Rolle wechseln, die wiederum beide ziemlich perkussiv sein können, schrieb Damon Smith in den Liner Notes.

## Titelliste
- Frank Gratkowski / Damon Smith / Jerome Bryerton: The Voice Imitator (Balance Point Acoustics BPA 004)[1]

1. Three Character attacks: Photographers 8:24
2. Three Character attacks: The Prince 12:01
3. Three Character attacks: Profound and Shallow 24:46
4. Two Instances of Libel/One Memory lapse: Increased (a) 10:27
5. Two Instances of Libel/One Memory lapse: Increased (B) 6:53
6. Two Instances of Libel/One Memory lapse: Impossible 9:56

Die Kompositionen stammen von Frank Gratkowski / Damon Smith / Jerome Bryerton.

## Rezeption

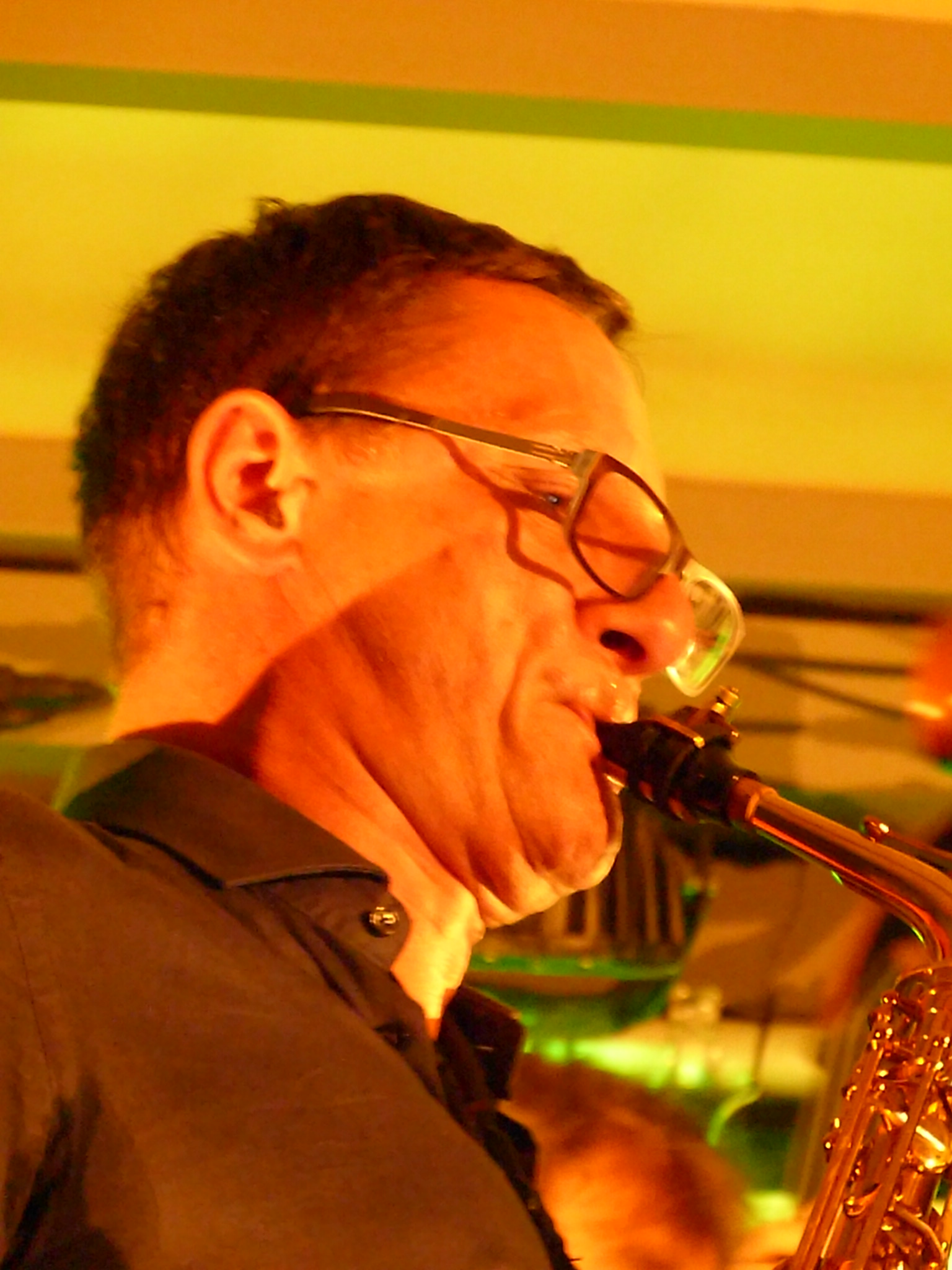
Frank Gratkowski (2020)

Um den Unterschied zwischen Free Jazz und Improvisationsmusik zu verstehen, müsse man sich nur dieses Album anhören, auf dem der deutsche Holzbläser Frank Gratkowski seinen sorgfältig modulierten Output mit dem seiner Rhythmusgruppe harmonieren lässt, um eine zurückhaltende Ensemblemusik zu produzieren, schrieb Ken Waxman (JazzWord). Gratkowski verbreitet seine Improvisationen auf Altsaxophon, Klarinette und Bassklarinette. Auch die Erfahrungen mit europäischen Holzbläsern wie Wolfgang Fuchs, Tony Bevan und John Butcher hätten seine amerikanischen Mitspieler – der Bay Area-Bassist Damon Smith und der Chicagoer Perkussionist Jerome Bryerton – dazu geführt, dass sie in ihrer Arbeit europäische Ästhetik synthetisieren. Am deutlichsten höre man das bei „Profound and Shallow“, der fast 25-minütigen Kernkomposition, die mehr als doppelt so lang ist als alle anderen Titel auf dem Album.
Auf dem gesamten Album seien Stillephasen ebenso wichtig für das Ergebnis wie konzentrierte Töne, so Waxman weiter. Gratkowski zische Luft durch sein Mundstück und konzentriere sich dann auf Mundimpulse, bis gelegentliche Töne zwischen den Luft- und Spucktönen entweichen. Er nutze Überblastechniken, um seinen Tonumfang zu erweitern, und mische seinen Output mit Rohrküssen, Zungenschlägen, Jubel, affenartigem Gebrabbel und Basso-Schnauben, die von einem Baritonsaxophon stammen könnten. Er bewege sich zwischen falschen Registern hin und her und nutze viele der Techniken, die er für das Solospiel in dieser Gruppensituation entwickelt hat. Die dichte Pulsdecke, die Damon Smith am Bass erzeuge, würde den anderen als Ausgangspunkt für ihre Improvisationen dienen. Manchmal spiele Smith sogar den Standard-Jazztakt. Allerdings habe er selten die Gelegenheit, eine so spektakuläre Virtuosität zu zeigen, wie er sie auf Alben mit Fuchs und dem Bassvirtuosen Peter Kowald gezeigt hat.
Die erste Hälfte der CD präsentiere einen Teil des Auftritts des Trios im San Francisco Cultural Center unter dem Titel „Three Character Attacks“, schrieb Jay Collins (One Final Note). Die vorsichtigen, knarrenden Klangwellen (größtenteils von Bryerton erzeugt) des ersten Abschnitts, „Photographers“, verdeutlichten sofort den Ton der Aufführung – ein luftiges, resonantes Klangspiel, bei dem der Raum genauso wichtig sei wie die Instrumente selbst. Der zweite Abschnitt, „The Prince“, sei ebenso umfangreich, da Gratkowski zunächst perkussiv Luft aus seinem Alt bläst (vielleicht imitiert er die Besen einer kleinen Trommel?), während Smiths Pizzicato-Linien an der Peripherie summen. Bryerton, der hier recht zurückhaltend klinge, könne schließlich seine Paul Lytton/Tony-Oxley-Illustrationen hinzufügen, obwohl seine Ergänzungen an diesem Abend größtenteils gedämpft blieben. Der dritte und letzte Teil der Feierlichkeiten des Abends, „Profound and Shallow“, klinge zunächst recht unheimlich, doch mit zunehmender Zeit werde das Stück immer leidenschaftlicher.
Die klangliche Reise des zweiten Abends, bestehend aus der dreiteiligen Instantkomposition „Two Instances of Libel/One Memory Lapse“, beginne mit „Increased (a)“, während unheimliche, kratzende Texturen den Fokus verwischen, so Jay Collins weiter. Schließlich erreiche das Trio ein donnerndes Tempo, in dem Bryertons Grollen auf Smiths flatternde Bogenspiel und Gratkowskis messerscharfe Altlinien treffe, die mit den großartigen Mustern des Schlagzeugers kontrastierten. „Increased (b)“ sei ein zurückhaltender Abgang, bei dem Bryertons kratzige Metallisierung und Smiths ausgedehnte Coll’arco-Linien Gratkowskis verlassene Klarinette inspirieren. Schließlich kratze, blase und kritzele das Trio perkussiv durch den letzten Abschnitt, „Impossible“, wobei Gratkowskis fließende Alttöne sich schließlich in eine Zirkularatmungsübung auflösen, während das Rhythmusteam darunter grolle.